# Kanipinikassikueu
Kanipinikassikueu (Kanipinikassikwew, Papakashtshihku, Papakashtshishk, Papakashtshikhku, Katipenimitak, Katipinimitautsh, Atiku-napeu; Caribou Master, Caribou Boss, Master of Caribou, Caribou Man), Caribou Man je jedan od mnogih likova Gospodara životinja u mitologiji Montagnaisa i Naskapija. Gospodari životinja su nadnaravna bića koja vode i brinu se za razne vrste životinja i, između ostalog, daju ljudima dopuštenje da ih love radi hrane i materijala. Čovjek Karibu je najmoćniji od Gospodara životinja i ponekad služi kao njihov vođa ili glasnogovornik. Često se kaže da je bio Montagnais muškarac koji se zaljubio u ženu karibua i sam se pretvorio u karibua. Ako se duh karibua ili druge divljači ne poštuje na odgovarajući način, čovjek karibu može se naljutiti i uskratiti životinje, uzrokujući glad. Iz tog razloga Montagnaisi uvijek vrlo pažljivo slijede tradicionalne rituale lova kako bi iskazali poštovanje prema karibuima i drugim životinjama, kao i kako bi odali počast samom čovjeku karibuu. Innui su koristili šatore koji se tresu kako bi komunicirali s Caribou Manom i drugim duhovima, iako se ta tradicija danas više ne koristi.